# El espejo de la bruja
El espejo de la bruja és una pel·lícula de l'època d'or del cinema mexicà de terror, estrenada el 12 de juliol de 1962, sota la direcció de Chano Urueta i protagonitzada per Rosita Arenas, Armando Calvo, Isabela Corona i Dina de Marco.

## Sinopsi
Sara (Corona) és una bondadosa bruixa que treballa com a majordoma a la casa d'una parella, composta pel cirurgià Eduardo (Calvo) i la seva bella esposa Elena (Marco), que comparteix la seva condició de bruixota amb el majordoma. Sara encanta un mirall per a fer que aquest mostri l'avenir. En un indici al futur ambdues descobreixen que Eduardo està planejant assassinar Elena per a casar-se amb una altra dona, la bella Déborah (Arenas). Sara intentarà salvar Elena de la mort amb un conjur, però no aconsegueix evitar-ho. Quan Eduardo apareix a la casa amb Déborah, amb qui ja s'ha casat, Sara decideix venjar la mort d'Elena amb tots els mitjans màgics que trobi al seu abast.

## Repartiment
- Rosita Arenas - Déborah
- Armando Calvo - Eduardo
- Isabela Corona - Sara
- Dina de Marco - Elena
- Carlos Nieto - Gustavo
- Wally Barrón - Inspector

## Comentaris
La pel·lícula va ser produïda per Abel Salazar, protagonista i també productor de El vampiro i El ataúd del vampiro, ambdues de Fernando Méndez sobre vampirisme a Mèxic. A més de marcar el retorn al cinema de l'actriu de l'època daurada del cinema mexicà, Isabela Corona, el film va tenir al capdavant del repartiment a l'esposa de Salazar, Rosita Arenas, en el paper de la desafortunada segona esposa. El guió va ser escrit per dos especialistes en cinema de terror, Alfredo Ruanova i el director i guionista Carlos Enrique Taboada, realitzador de films de culte com Hasta el viento tiene miedo, El libro de piedra i Veneno para las hadas.